# Aeródromo de Luján
El Aeródromo de Luján, es un aeropuerto ubicado 4 km al este de la ciudad de Luján, Provincia de Buenos Aires, Argentina.